# Fantascope ~Tylostoma~
Fantascope ~Tylostoma~ è un anime OAV ideato da Yoshitaka Amano di genere fantastico che riprende miti e leggende marine. È uscito come OAD nel 2006.

## Trama
Un uomo siede alla scrivania e, incapace di continuare a disegnare, comincia a giocherellare con gli oggetti sul ripiano. Quando si ritrova in mano una conchiglia del genere tylostomatidae si ricorda che, da bambino amava immaginare quelle conchiglie come navi capaci di solcare il mare.
La scena si riapre, dopo, su un paesaggio marino. All'orizzonte si scorge una nave fantasma, simile di forma ad un tylostoma. Tra le mostruose creature marine antropomorfe che la popolano, solo un uomo scende dal veliero. Solitario, si avvicina all'unica forma di vita nel paesaggio desolato: una donna di un bordello ai margini del mondo. Questa, incuriosita, riconosce nello straniero la figura dell'uomo maledetto che, per volere divino, è finito a traghettare eternamente le anime dei morit in mare; così gli chiede di raccontarle la sua storia. Questi la mette così a parte della sua infanzia di orfano di marinaio, deciso a salvare la madre malata curandola col segreto dell'immortalità, custodito dalla dea del mare.
Incontrata la dea, il marinaio e la donna divina si innamorano, trascorrendo innumerevoli giorni facendo l'amore, immersi nell'aura di tempo cristallizzato emanata dalla divinità. Un giorno, l'uomo, senza motivo, la uccide. E spezza così l'incantesimo. Ormai maledetto dalla stessa eternità che tanto ricercava, finisce per soffrire un supplizio eterno, traghettando i morti sul mare fino alla fine dei tempi; graziato di una visita a terra solo un giorno ogni settecento anni.
Dopo anni trascorsi in questa tortura, il giovane capitano, tornato sulla terra, scopre che questa è stata devastata e che più alcuna regione del mondo è abitata.
Terminato il suo racconto il marinaio riconosce nella prostituta la dea, immortale e perciò incapace di morire. Colto dall'ira tenta di ucciderla, ma poi, disperato, supplica lei di togliergli la vita e porre fine al suo supplizio. Questa acconsente e si suicida con lui.
Dalla sua morte nasce nuova vita e il mondo ricomincia a ripopolarsi in una gaia rinascita.